# Paraíso (São Paulo)

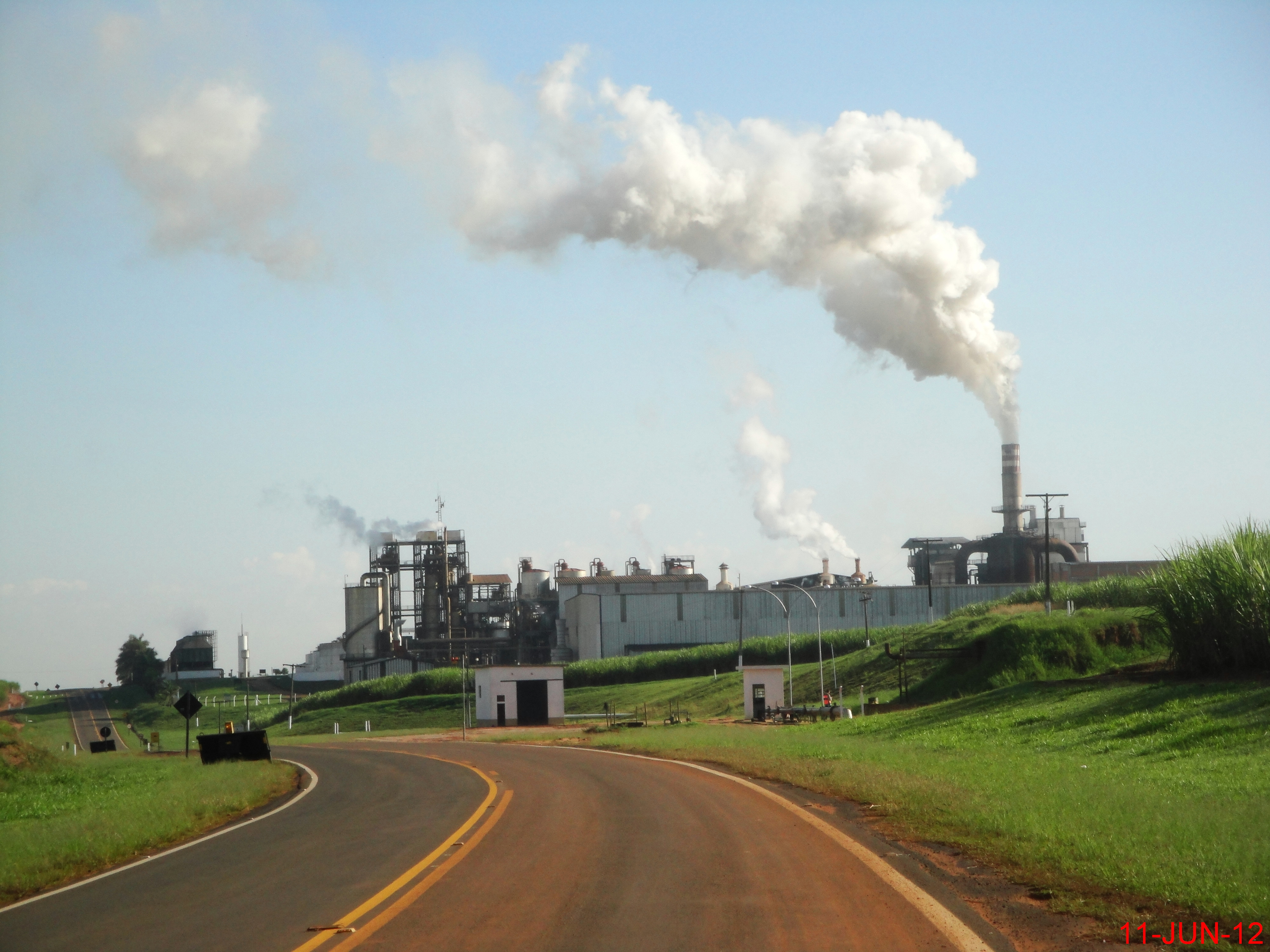

Paraíso est une municipalité brésilienne de l'État de São Paulo et la Microrégion de Catanduva.